# Noritaka Hidaka
Noritaka Hidaka (jap. 日高 憲敬, Hidaka Noritaka; * 29. Mai 1947 in der Präfektur Tokio) ist ein ehemaliger japanischer Fußballspieler.

## Nationalmannschaft
1972 debütierte Hidaka für die japanische Fußballnationalmannschaft. Hidaka bestritt vier Länderspiele.